# Cerros volcánicos de Cañamares
Cerros volcánicos de Cañamares este o arie protejată (arie specială de conservare — SAC, sit de importanță comunitară — SCI) din Spania întinsă pe o suprafață de 704,67 ha, integral pe uscat.

## Localizare
Centrul sitului Cerros volcánicos de Cañamares este situat la coordonatele 41°12′18″N 2°57′03″W / 41.2049°N 2.9509°V.

## Înființare
Situl Cerros volcánicos de Cañamares a fost declarat sit de importanță comunitară în decembrie 1997 pentru a proteja 1 specie de plante și 1 specie de animale. Situl a fost protejat și ca arie specială de conservare în mai 2015.

## Biodiversitate
Situată în ecoregiunea mediteraneană, aria protejată conține 6 habitate naturale: Mlaștini turboase de tranziție și turbării mișcătoare, Pajiști umede mediteraneene cu ierburi înalte de Molinio-Holoschoenion, Păduri de stejar galițio-portugheze cu Quercus robur și Quercus pyrenaica, Păduri de Quercus ilex și Quercus rotundifolia, Formațiuni ierboase bogate în specii de Nardus, dezvoltate pe substraturi silicioase în zone montane (și în zone submontane, în Europa continentală), Pante stâncoase calcaroase cu vegetație casmofită.
La baza desemnării sitului se află mai multe specii protejate:
- plante (1): Erodium paularense
- păsări (1): turturică (Streptopelia turtur)

Pe lângă speciile protejate, pe teritoriul sitului au mai fost identificate 4 specii de plante.